# 1173-as busz
Az 1173-as jelzésű autóbuszvonal távolsági autóbuszjárat Budapest valamint Székesfehérvár és Tamási között, melyet a Volánbusz Zrt. lát el.

## Közlekedése
Budapest, Népliget valamint Székesfehérvár és Tamási, Vasútállomás között közlekedik.
Három járatpárt tartalmaz a menetrendi mező. Budapest és Tamási között munkaszünet napok kivételével naponta és a hetek első iskolai előadási napját megelőző munkaszüneti napon egy-egy járatpár szállítja az utasokat. Munkaszüneti napokon Székesfehérvár és Tamási között egy járatpár közlekedik. 
Útvonalának hossza Budapest és Tamási között 156,4 km, Székesfehérvár és Tamási között 88,0 km.
Menetideje munkaszünet napok kivételével naponta Tamási felé 3 óra 15 perc, Budapest felé 3 óra 35 perc, a hetek első iskolai előadási napját megelőző munkaszüneti napon Tamási felé 3 óra 10 perc, Budapest felé 3 óra 30 perc. A munkaszüneti napokon közlekedő járat menetideje Székesfehérvár felé 2 óra 10 perc, Tamási felé 1 óra 55 perc.
A Budapestről induló és oda érkező járatokra kiegészítő jegy vásárlása kötelező.

## Megállóhelyei
| 0  |    | Budapest, Népliget autóbusz-pályaudvar végállomás | 27 |    | 1, 1A 83 254E 901, 914, 914A, 918, 950, 950A 607, 608, 626, 627, 628, 629, 630, 631, 632, 633, 635, 636, 650, 653, 654, 655, 656, 657, 659, 660, 661, 679, 705 1080, 1081, 1085, 1087, 1090, 1092, 1094, 1110, 1111, 1113, 1115, 1120, 1121, 1123, 1125, 1131, 1134, 1136, 1172, 1174, 1175, 1176, 1177, 1183, 1184, 1185, 1188, 1189, 1193, 1194, 1205, 1212, 1215, 1216, 1229, 1251, 1253, 1254, 1257, 1268 |
| 1  |    | Budapest, Petőfi híd, budai hídfő                 | 26 |    | 4, 6 153, 154, 212, 212A, 212B 918 1172, 1174, 1175, 1176, 1177, 1183, 1184, 1185, 1188, 1189, 1193, 1194, 1205, 1212, 1215, 1216, 1229, 1251, 1253, 1254, 1257 |
| 2  |    | Budapest, Újbuda-központ                          | 25 |    | 4, 6, 17, 41, 47, 48, 56, 61 33, 58, 150, 150B, 153, 154, 212, 212A, 212B 973, 973A 1172, 1174, 1175, 1176, 1177, 1183, 1184, 1185, 1188, 1189, 1193, 1194, 1205, 1212, 1215, 1216, 1229, 1251, 1253, 1254, 1257 |
| 3  |    | Budapest, Sasadi út                               | 24 |    | 8E, 40, 40B, 40E, 53, 87, 87A, 88, 88A, 108E, 139, 140, 140A, 150, 150B, 153, 154, 172, 173, 187, 188, 188E, 240, 272 908, 940, 941, 972 731, 760, 764 1187 1172, 1174, 1175, 1176, 1177, 1183, 1184, 1185, 1188, 1189, 1193, 1194, 1205, 1212, 1215, 1216, 1229, 1251, 1253, 1254, 1257 |
| 4  |    | Székesfehérvár, Zombori út                        | 23 |    | 17, 20, 22 707, 740, 747, 748, 749, 750, 751, 757, 758, 759 1172, 1174, 1189, 1205, 1215 |
| 5  |    | Székesfehérvár, Király sor                        | 22 |    | 14, 14G, 22, 23, 23E, 31E, 40, 41, 42, 43, 44 707, 740, 747, 748, 749, 750, 751, 757, 758, 759 1172, 1174, 1189, 1205, 1215 |
| 6  | 0  | Székesfehérvár, autóbusz-állomás végállomás       | 21 | 21 | 10, 10G, 11, 11A, 11G, 12, 12A, 12Y, 13G, 14, 14G, 15, 15Y, 26, 26A, 26C, 26G, 36, 37, 38, 40, 41, 42, 43, 44, 912 1172, 1174, 1189, 1205, 1215, 1507, 1510, 1512, 1529, 1563, 1706, 1707, 1735, 1758, 1803, 1808, 1809, 1822, 1823, 1824, 1826, 1840, 1841, 1842, 1843, 1845, 1853 707, 717, 740, 747, 748, 749, 750, 751, 758, 759, 5552, 7315, 8000, 8001, 8010, 8011, 8013, 8030, 8032, 8033, 8034, 8035, 8037, 8039, 8040, 8041, 8046, 8047, 8048, 8049, 8050, 8055, 8060, 8062, 8065, 8066, 8067, 8068, 8069, 8070, 8078, 8082, 8086, 8090, 8092, 8093, 8095, 8096, 8097, 8099, 8624 |
| 7  | 1  | Székesfehérvár, Rádiótelep                        | 20 | 20 | 10, 40, 41 1563 8050, 8055, 8060, 8062, 8065, 8066, 8067, 8068, 8069, 8070, 8078 |
| 8  | 2  | Szabadbattyán, kálozi útelágazás                  | 19 | 19 | 1174, 1563, 1804, 1842 8050, 8055, 8060, 8062, 8065, 8066, 8067, 8068 |
| 9  | 3  | Kőszárhegy, községháza                            | 18 | 18 | 1563, 1842 8060, 8062, 8065, 8066, 8067, 8068 |
| 10 | 4  | Polgárdi, kislángi elágazás                       | 17 | 17 | 1174, 1563, 1804, 1842 8065, 8066, 8067 |
| 11 | 5  | Lepsény, Vasút utca                               | 16 | 16 | 1174, 1563, 1804, 1842 8065, 8066, 8067, 8321 |
| 12 | 6  | Balatonbozsok, Kertalja utca                      | 15 | 15 | 1731 5449, 7321, 8065, 8066, 8067, 8228, 8321, 8325, 8326 |
| 13 | 7  | Enying, Kossuth Lajos utca 6.                     | 14 | 14 | 1513, 1731 5358, 5449, 5458, 7321, 8065, 8066, 8067, 8228, 8310, 8320, 8321, 8325, 8326 |
| 14 | 8  | Enying, Vas Gereben utca                          | 13 | 13 | 8321 |
| 15 | 9  | Kabókapuszta, Babits Mihály utca                  | 12 | 12 | 8321 |
| 16 | 10 | Lajoskomárom, községháza                          | 11 | 11 | 8067, 8226, 8272, 8274, 8320, 8321 |
| 17 | 11 | Mezőkomárom, Petőfi Sándor utca                   | 10 | 10 | 8067, 8226, 8272, 8274, 8320, 8321 |
| 18 | 12 | Szabadhídvég, posta                               | 9  | 9  | 8067, 8226, 8272, 8274, 8320, 8321 |
| 19 | 13 | Felsőnyék, községháza                             | 8  | 8  | 5570, 5578, 8321 |
| 20 | 14 | Magyarkeszi, községháza                           | 7  | 7  | 5570, 5578 |
| 21 | 15 | Magyarkeszi, gyógyszertár                         | 6  | 6  | 5570, 5578 |
| 22 | 16 | Nagyszokoly, községháza                           | 5  | 5  | 5570, 5578 |
| 23 | 17 | Iregszemcse, községháza                           | 4  | 4  | 1740, 1804 5436, 5439, 5570, 5573, 5574, 5577, 5578, 5580, 5608, 5626, 6010, 6011, 6056 |
| 24 | 18 | Iregszemcse, kisegítő iskola                      | 3  | 3  | 5436, 5439, 5570, 5573, 5577, 5580 |
| 25 | 19 | Tamási, RAMIVO                                    | 2  | 2  | 5436, 5439, 5550, 5555, 5570, 5572, 5575, 5580 |
| 26 | 20 | Tamási, szolgáltatóház                            | 1  | 1  | 1506, 1740, 1804 5436, 5439, 5502, 5503, 5550, 5551, 5552, 5555, 5556, 5568, 5569, 5570, 5572, 5573, 5575, 5580, 5608, 5626, 6011 |
| 27 | 21 | Tamási, vasútállomás végállomás                   | 0  | 0  | 5436, 5439, 5502, 5503, 5550, 5551, 5552, 5555, 5556, 5568, 5569, 5570, 5572, 5573, 5575, 5580, 5626, 6011 |